# Мереніа
Мереніа (груз. მერენია) — село в Грузії.
За даними перепису населення 2014 року в селі проживає 860 осіб.